# Khu di tích lịch sử Đồn Cao
Khu di tích lịch sử Đồn Cao nằm ở phường Đức Chính, thành phố Đông Triều, tỉnh Quảng Ninh, Việt Nam. Khu di tích nằm trọn trên quả đồi có độ cao 61m, tổng diện tích trên 145.000 m2. Từ Đồn Cao có thể quan sát, phát hiện từ xa các mục tiêu từ phía Bắc xuống phía Nam và từ phía Đông sang Tây của thị xã. Vì vậy, sau khi xâm lược Việt Nam, năm 1896, thực dân Pháp đã tổ chức cho xây dựng một trại lính ở đây để phục vụ cuộc chiến tranh xâm lược và khai thác vơ vét tài nguyên khoáng sản tại Đông Triều.  Đến ngày 7/5/1954, chiến dịch Điện Biên Phủ toàn thắng, Đồn Cao thuộc quyền kiểm soát của Việt Nam.
Ngày 24/5/2017, Bộ Văn hóa, Thể thao và Du lịch đã ra quyết định số 2077/QĐ- BVHTTDL xếp hạng di tích lịch sử Đồn Cao Đông Triều là di tích lịch sử cấp Quốc gia.